# معهد فان لير في القدس
معهد ڤان لير في القدس (VLJI) هو مركز للدراسات متعددة التخصصات (المجالات المتقاطعة) في العلوم الانسانية والاجتماعية .يركز المعهد على استكشاف القضايا الحيوية المتعلقة بالفلسفة والمجتمع والثقافة والتعليم .يسعى المعهد الى تطوير أساليب مبتكرة وناجعة لمعالجة القضايا التي تشغل الحيز العام الاسرائيلي والتي لها أهمية خاصة بالنسبة للمجتمع الإسرائيلي والمنطقة بأسرها .يركز المعهد أنشطته البحثية والتفاعلية ضمن أربع مجموعات موضوعية: "القداسة والدين والعلمانية"، "العولمة والسيادة"، "العلم والتكنولوجيا والحضارة"، و"إسرائيل في الشرق الأوسط" .

## نبذة تاريخية
تأسس المعهد عام 1959 من قبل عائلة ڤان لير في هولندا بهدف المضي قدما بالمعارف الإنسانيّة في مجالات الفلسفة والمجتمع والثقافة. يحصل المعهد على الدعم من صندوق بيرنارد ڤان لير الهولندي . بدأت أعمال بناء المعهد عام 1961 على مساحة 23 دونمًا خُصصت للمعهد في حي الطالبية. صمم المبنى كلًا من ديفيد ريسنيك بالتعاون مع شمعون فوبزنر، بني مبنى المعهد بالتزامن مع مبنى أكاديمية إسرائيل للعلوم والإنسانيات. افتُتِح المبنى عام 1965،لكنه بقي شاغرًا لعدة سنوات. بعد اكتماله عام 1968، عُيِّن الدكتور يهودا ألكانا مديرًا للمعهد، وبدأ مع البروفيسور أهارون كاتسير بإضفاء المحتوى إلى المعهد. واستمر ألكانا في إدارة المعهد حتى عام 1993.

## حرم معهد فان لير
صُمِّم الحرم حول فناء واسع مغلق، حيث نُصِب تمثال "أكبر من الحياة" (larger-than-life statue) لألبرترت أينشتاين الذي يشكِّل نسخة من نصب ألبرت أينشتاين التذكاري الموجود في فناء الأكاديمية الوطنية للعلوم في الولايات المتحدة الأمريكية في مدينة واشنطن .

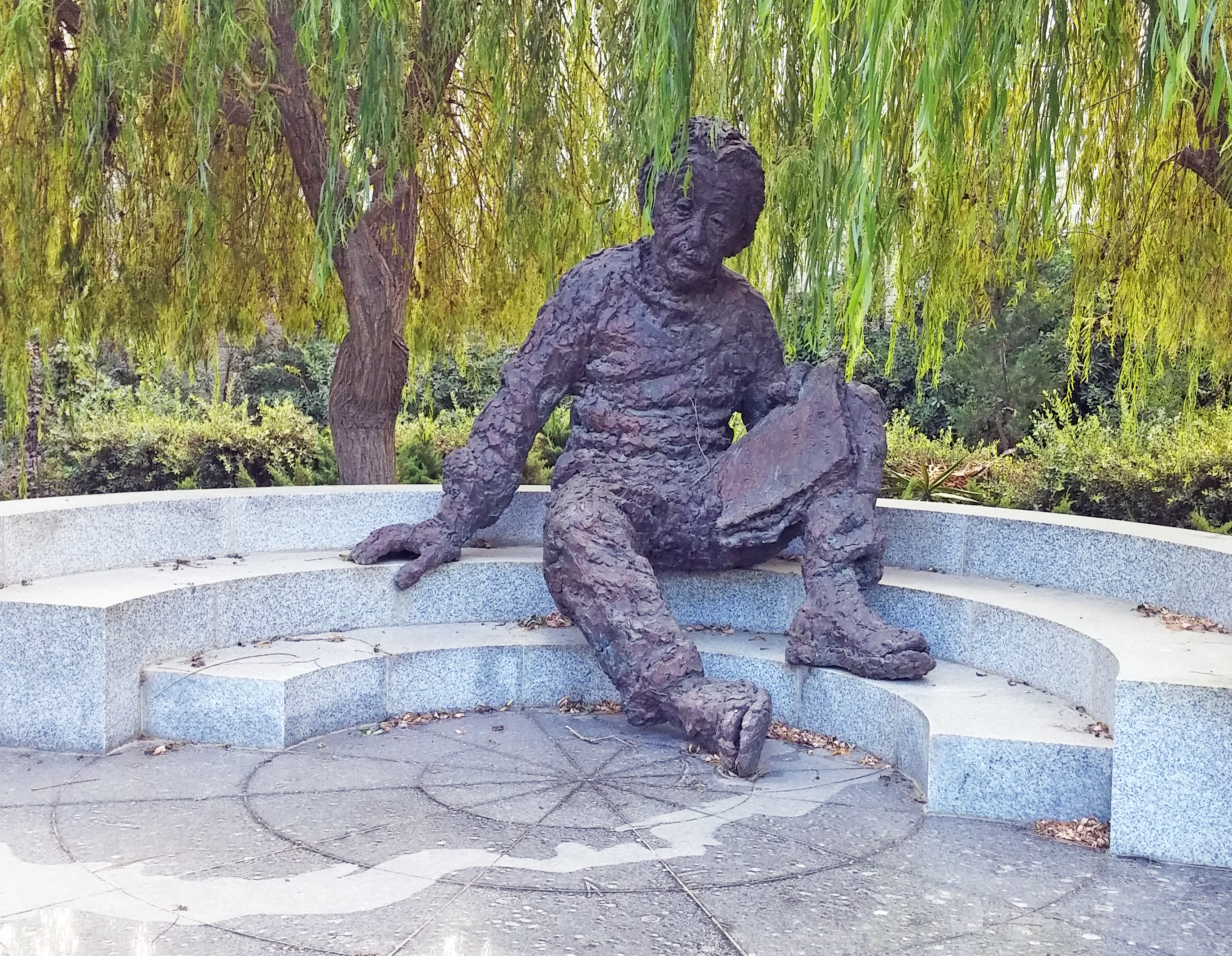
تمثال ألبرت آينشتاين في حرم معهد فان لير

حاليا يقع المعهد في شارع جابوتنسكي في حي الطالبية في القدس بجوار المقر الرسمي لرئيس إسرائيل. يضم حرم معهد فان لير أيضًا أكاديمية إسرائيل للعلوم والإنسانيات و مجلس التعليم العالي الإسرائيلي. افتُتِحَ مبنى إضافي عام 2014 يضم أكاديمية پولونسكي للدراسات المتقدمة في العلوم الاجتماعية و الإنسانيّة بتبرع سخي من رجل الأعمال ليونارد پولونسكي . يتميز مبنى أكاديمية بولونسكي بكفاءة عالية في استهلاك الطاقة، حيث يستفيد من الإضاءة الطبيعية ويعتمد على نظام تهوية وتكييف مبتكر يعتمد على نفق جيولوجي حراري. عام 2018 فاز مصصمو مبنى الأكاديمية براكة وميخائيل حوتين بجائزة ريختر للتصميم المعماريتوفر الأكاديمية للباحثين الشباب التسهيلات والدعم المالي الكامل لمدة تصل إلى خمس سنوات لتمكينهم من مواصلة أبحاثهم وتمكينهم مهنيًا. يضم مبنيا الحرم معًا مكتبة تحتوي على 40,000 مجلد مخصص للفلسفة، وفلسفة العلوم، وعلم الاجتماع التاريخي، والنظرية السياسية.

## أنشطة
يعمل معهد فان لير في القدس على ثلاثة محاور رئيسية: البحث والمشاركة الأكاديمية، وبرامج القيادة، والنشاط الجماهيري. في مجال البحث، يركز المعهد على خمسة مجالات رئيسية:
1. إسرائيل في الشرق الأوسط : يقوده د. عساف ديفيد، حيث يدرس موقع إسرائيل كجزء لا يتجزأ من الشرق الأوسط بدلاً من كونها كيانًا منعزلًا. يهدف هذا المحور إلى استكشاف الظروف اللازمة لتعزيز المصالحة بين الإسرائيليين والفلسطينيين، بناءً على الشراكة السياسية والاجتماعية والاقتصادية والمكانية، بدلاً من الانفصال. ومن النتائج المهمة لهذا البحث مؤتمر سنوي يركز على "السلام الإسرائيلي-الفلسطيني المبني على الشراكة" .
2. القداسة والدين والعلمانية : تحت قيادة د. يوحي فيشر، يركز هذا المحور البحثي على مفهومين رئيسيين: أولاً، دراسة معنى العلمانية كأيديولوجية سياسية، فلسفة حياتية، ومجموعة من الممارسات الاجتماعية. ثانياً، البحث في مكانة القداسة في عالم ما بعد العلمانية. يدعم هذا المشروع أجندة نقدية وغير ثنائية.
3. العلم والتكنولوجيا والمجتمع
4. تحدي الحياة المشتركة : يترأس هذا المحور البحثي البروفيسور نيسيم مزراحي ويشرف عليه بن بورنشتاين، ويهدف إلى إعادة النظر في الافتراضات السائدة في سياق التحديات التي تواجهها الديمقراطيات، وخاصة في إسرائيل، حول "كيفية التعايش في مجتمع منقسم بعمق". يعمل هذا المحور على المستويات الأكاديمية والاجتماعية والسياسية، بالتعاون مع معهد شحاريت-سحرية.
5. النسوية والجندر

تستخدم هذه المجالات البحثية مجموعة متنوعة من الأساليب والمناهج، بما في ذلك مجموعات البحث والنقاش، وورش العمل، والندوات، والمؤتمرات، بالإضافة إلى التعاون مع مؤسسات بحثية إسرائيلية ودولية، ودراسات حول السياسات العامة وأبحاث اجتماعية تطبيقية .يستضيف المعهد مجموعة من الفعاليات العامة، بما في ذلك المؤتمرات وورش العمل وعروض الأفلام والمعارض والتجمعات الاجتماعية الأخرى. يشمل المشاركون في هذه الفعاليات مثقفين من مؤسسات أكاديمية في إسرائيل ومختلف أنحاء العالم، بالإضافة إلى ممثلين عن الصحافة والسياسة الاجتماعية. الفعاليات مفتوحة للجمهور ومجانية.

## منارات: مركز فان لير للعلاقات اليهودية العربية
تأسس مركز المنارات، برئاسة الدكتور يوناتان مندل عام 2015 لتسليط الضوء على مجموعة متنوعة من القضايا، بما في ذلك وضع وحقوق المواطنين الفلسطينيين في إسرائيل، وتداعيات الصراع الإسرائيلي العربي على المجتمعين اليهودي والعربي، و معرفة اللغة العربيّة في صفوف اليهود في إسرائيل. ويشارك المركز في البحث والخطاب فيما يتعلق بالتحديات التي تواجه المجتمع الإسرائيلي والفلسطيني في محاولة لاكتشاف الأساليب والمبادئ التي من شأنها تعزيز التفاهم والحياة المشتركة والاحترام المتبادل والمصالحة والعدالة والسلام. يهدف مركز المنارات إلى تعزيز الشراكة بين المنظمات اليهودية والعربية.

## دار نشر معهد فان لير
دار نشر معهد فان لير تصدر كتبًا بحثية ودوريات علمية في مجالات العلوم الاجتماعية والإنسانية منذ أوائل التسعينيات. تعكس منشورات الدار المواضيع التي يهتم بها المعهد، و تتماشى المنشورات مع رؤيته، التي تحدد محورين للتفكير والعمل: محور بحثي؛ ومحور اجتماعي عام ينبع من البحث ويتناول قضايا وإشكالات عميقة تخص المجتمع في إسرائيل وخارجها. إلى جانب الأدب البحثي، تصدر دار نشر المعهد أيضًا كتبًا ثقافية تستهدف الجمهور المثقف، إضافةً إلى دراسات سياساتية وأوراق موقف حول قضايا مثل النوع الاجتماعي والاقتصاد والسياسة العامة، وجميعها نتاج أبحاث أجراها المعهد. تخضع جميع منشورات الدار لعملية تحكيم دقيقة من قبل محكمين خارجيين.
ينشر معهد فان لير في القدس مجموعة واسعة من الكتب، الأنثولوجيات، المونوغرافيات، أوراق الموقف، والدوريات، من تأليف باحثين وشخصيات عامة، منهم زملاء في المعهد. تصدر هذه المنشورات غالبًا باللغة العبرية، وبعضها بالإنجليزية، والعربية، والفرنسية. تُنشر العديد من الإصدارات بالتعاون مع دور نشر تجارية في إسرائيل مثل "هَكيبوتس هَمؤوحاد" و "ماغنس" بالإضافة إلى التعاون مع دور نشر في الولايات المتحدة الأمريكية و أوروبا. تصدر عن دار النشر سلسلة "مكتوب" هي مشروع ثقافي مستقل وغير ربحي، مخصص لترجمة النثر والشعر العربي إلى اللغة العبرية. وتركز على تنفيذ سيادة متبادلة في الترجمة حيث يتم تعيين مترجمين لكل نص، يكون أحدهم دائماً فلسطينياً. تصدر عن المعهد بشكل شهري منذ عام 2018 مجلة "هذا الزمن " الالكترونية للفكر السياسي والثقافي.

## باحثون وزملاء بارزون
- عزمي بشارة